# 溫哥華山
溫哥華山是加拿大的山峰，位於克魯瓦尼國家公園及保留地，由育空負責管轄，屬於聖埃利亞斯山脈的一部分，海拔高度4,812米，是該國第八高峰。